# 左封郡
左封郡，中国南北朝时设置的郡。
北周天和元年（566年）置左封郡，治所在广平县（治今四川黑水县东南色尔古乡），隶属于覃州。王仲荦《北周地理志》卷二称左封郡“盖取羌部大小左封立名”。下辖广平县一县。隋文帝开皇三年（583年）废左封郡，属县直属覃州。